# Potentilla jiaozishanensis
Potentilla jiaozishanensis är en rosväxtart som beskrevs av Huan C.Wang och Z.R.He. Potentilla jiaozishanensis ingår i Fingerörtssläktet som ingår i familjen rosväxter. Inga underarter finns listade i Catalogue of Life.